# 1015
1015 (MXV) var ett normalår som började en lördag i den julianska kalendern.

## Händelser

### Augusti
- Augusti – Knut den store invaderar England.

### Okänt datum
- Olav Haraldsson gör slut på ladejarlarnas styre över Norge, avsätter den danske kungen Harald II från den norska tronen och utropar sig själv till kung av Norge.
- Bärsärkar förbjuds i Norge.
- Sviatopolk efterträder Vladimir I som furste av Kievriket.
- Abu Qatada Nasir ad-Dawla Badis ibn Mansur efterträds av Sharaf ad-Dawla al-Muizz ibn Badis i ziriddynastin.

## Födda
- Mikael V, bysantinsk kejsare (död 1042).
- Harald Hårdråde, kung av Norge 1045–1066.

## Avlidna
- Vladimir I, furste av Kievriket.
- Anna av Bysans, storfurstinna av Kiev.